# شركة الكونغو الوطنية للسكك الحديدية

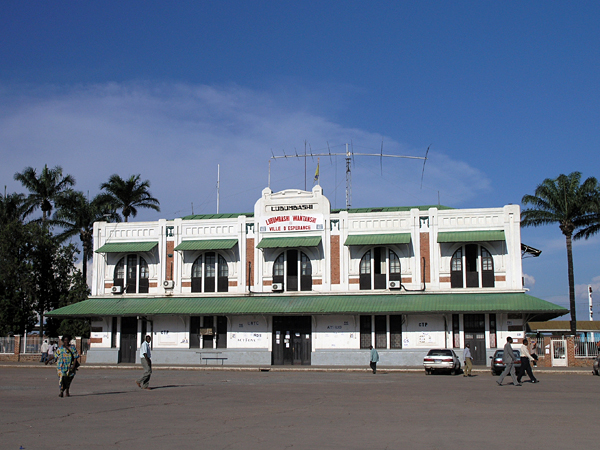
محطة سكة حديد لوبومباشي المركزية

شركة الكونغو الوطنية للسكك الحديدية (بالفرنسية: Société Nationale des Chemins de Fer du Congo)‏ أختصارها SNCC هي شركة نقل بالسكك الحديدية، وطنية في جمهورية الكونغو الديمقراطية. كانت تُعرف سابقًا باسم الشركة الزائيرية الوطنية للسكك الحديدية. بسبب الحرب الأهلية، كانت السكة الحديد معطلة من عام 1998 حتى 29 يونيو 2004. خلال الحرب، تم تدمير 500 كيلومتر من السكك الحديدية في مقاطعتي مانييما وكاتانغا. تساعد منحة قدرها مليون دولار من مكتب المساعدة الخارجية للكوارث التابع للوكالة الأمريكية للتنمية الدولية في دفع تكاليف لإصلاح القطاع. غالبًا ما تستخدم المؤسسات الخيرية السكك الحديدية لتوزيع المواد الغذائية والإمدادات الأخرى. على الرغم من الدعم الأجنبي، كانت الشركة مرة أخرى على وشك الانهيار في عام 2010؛ ولمنع ذلك، قدم البنك الدولي في يونيو 2010 منحة قدرها 255 مليون دولار أمريكي. 
يتم تشغيل سكة حديد ماتادي - كينشاسا بواسطة مكتب النقل الوطني، الكونغو.

## شبكة السكك

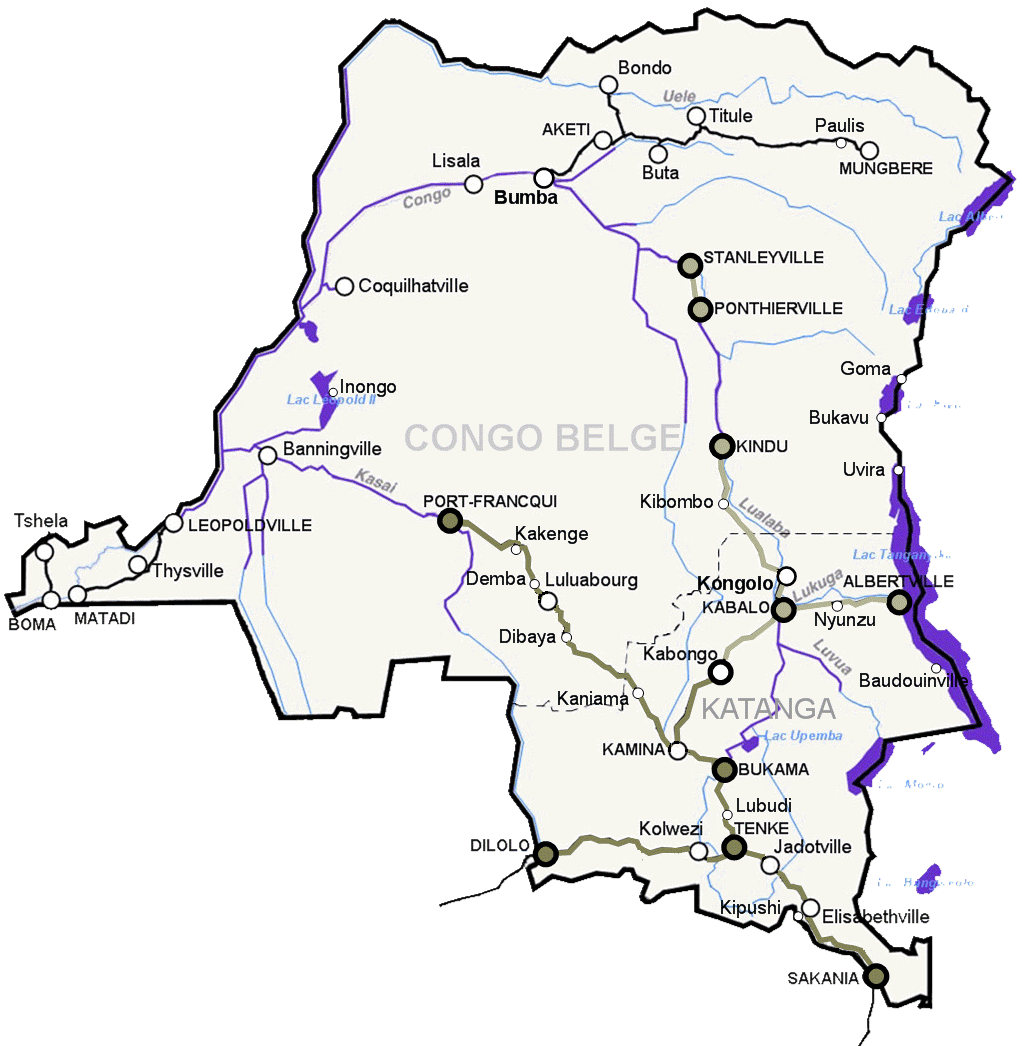
شبكة السكك الحديدية في الكونغو البلجيكية، قبل 1960

تبلغ طول الشبكة 3641 كيلومترًا (منها 858 كيلومترًا مكهربة) في كاتانغا وكاساي الغربية وكاساي الشرقية ومانييما.
مقياس المسار 1,067 ملم (3 قدم 6 بوصات):
- كامينا إلى إليبو، يتم جدولة الوقت المتبقي فقط أسبوعيًا عبر قطار الركاب لمدة ستة أيام. الاتفاق الموقع في سبتمبر 2007 للصين لتمويل تمديد كينشاسا. [3]
- ساكانيا لوبومباشي إلى كيندو (أنظر:سكك حديد كيب القاهرة)
- تينكي (مسار جانبي على خط لوبومباشي إلى إليبو الرئيسي) إلى ديلولو (حدود أنغولا في لواو، السكك الحديدية متصلة بسكة حديد بنغيلا التي تنتهي في ميناء لوبيتو على المحيط الأطلسي)[4]
- كابالو إلى كاليمي

مقياس المسار 1000 مم (3 قدم 3 بوصات و3⁄8 بوصة):
- أوبونتو إلى كيسانغاني (سكة حديد الميناء)

## روابط خارجية
- خريطة شبكة السكك الحديدية
- باللغة الفرنسية الموقع الرسمي SNCC
- إيرين نيوز: جمعية خيرية مسيحية تبدأ إعادة تأهيل السكك الحديدية
- الصينية لسد فجوة إيليبو - كينشاسا في مجلة سكة حديد الكونغو الدولية في أكتوبر 2007